# 1211 Avenue of the Americas
1211 Avenue of the Americas alternativt News Corp. Building och Celanese Building är en skyskrapa som ligger på adressen 1211 Avenue of the Americas/Sixth Avenue på Manhattan i New York, New York i USA. Byggnaden uppfördes 1973 som en kontorsfastighet och ingår i byggnadskomplexet Rockefeller Center. Den är 180,4 meter hög och har 45 våningar.
Ett urval av de företag som är eller varit hyresgäster i skyskrapan är 21st Century Fox, American Institute of Certified Public Accountants, Annaly Capital Management, Axis Reinsurance, Celanese, Chimera Investment, Fox News Channel, News Corp, News Corporation, New York Post, Nordea Bank, Ropes & Gray, Royal Bank of Canada, U.S. Capital Advisors, The Wall Street Journal och Wells Fargo.

## Galleri

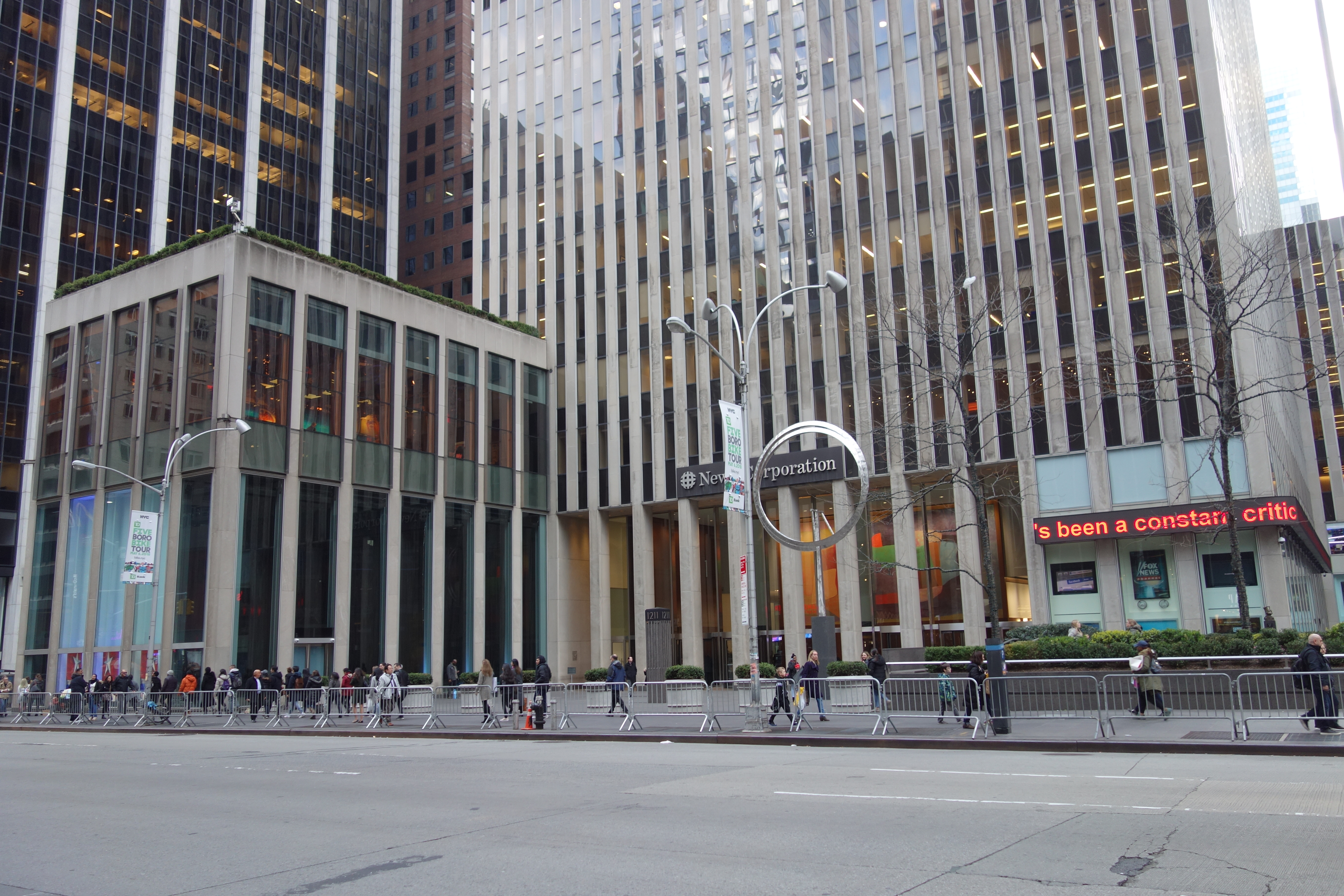
1211 Avenue of the Americas, 2018.
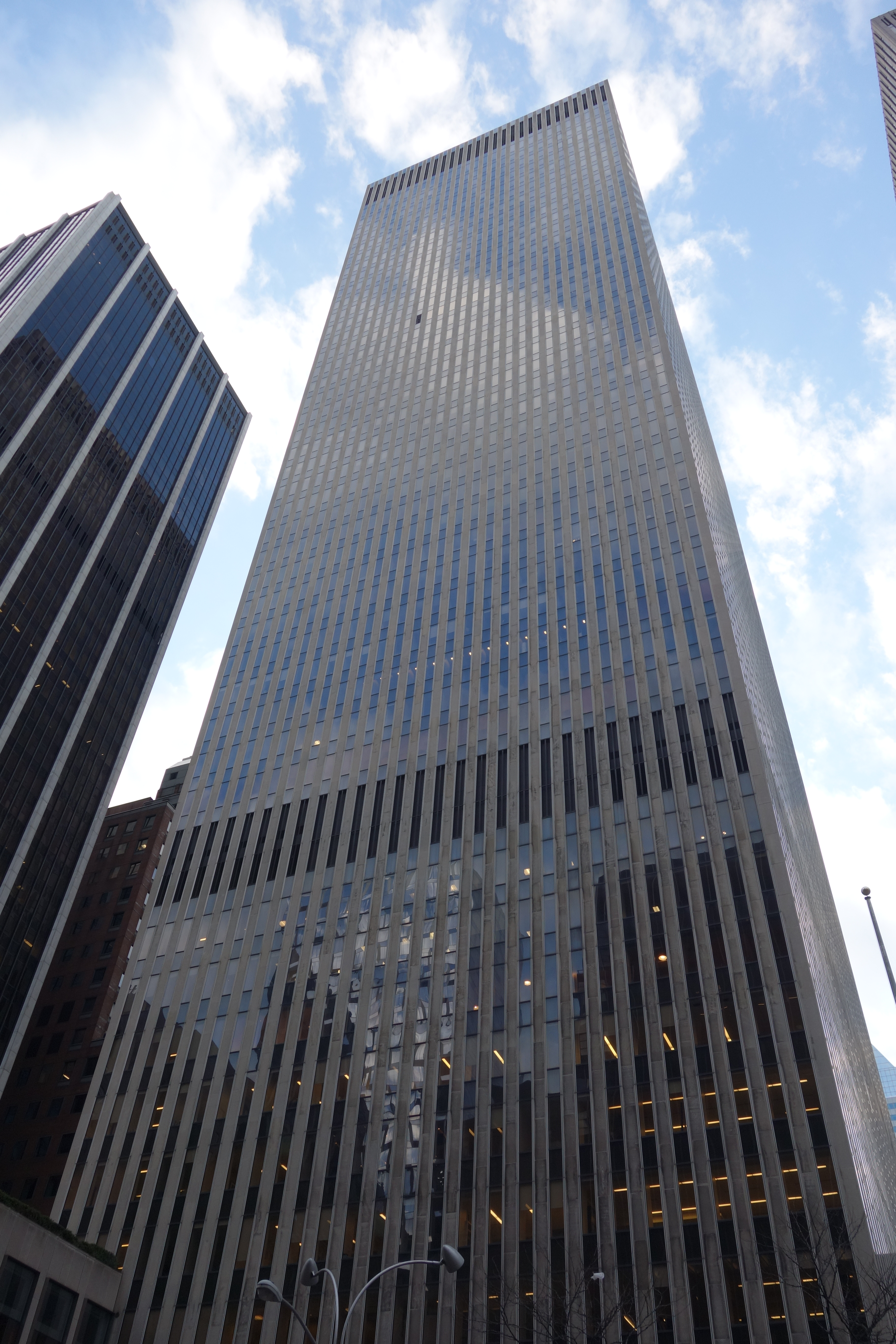
1211 Avenue of the Americas, 2018.
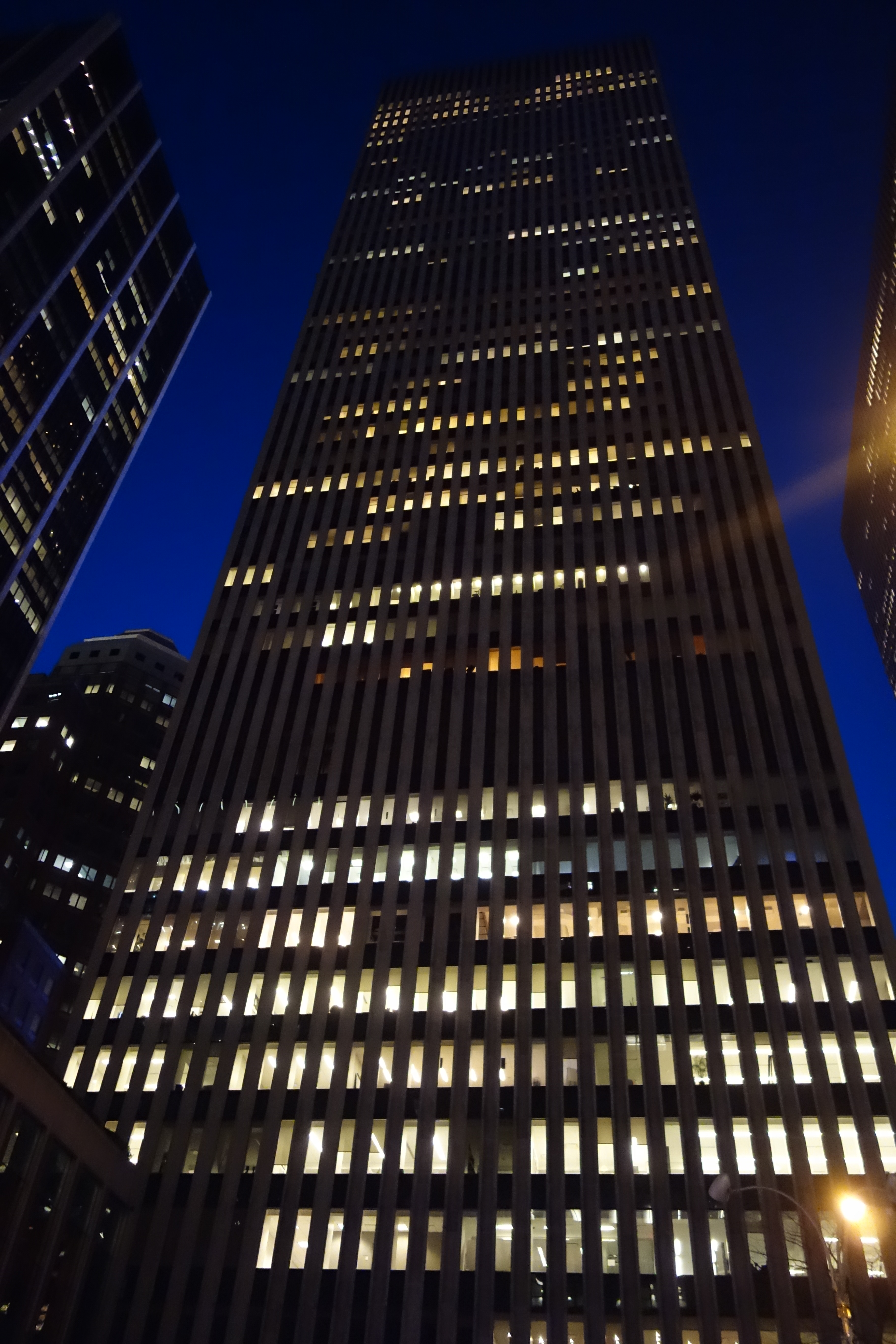
1211 Avenue of the Americas, 2018.